# Brovahî, Korsun-Șevcenkivskîi
Brovahî (în ucraineană Бровахи) este localitatea de reședință a comunei Brovahî din raionul Korsun-Șevcenkivskîi, regiunea Cerkasî, Ucraina.

## Demografie
Componența lingvistică a localității Brovahî
     Ucraineană (98,38%)
     Rusă (1,44%)
     Alte limbi (0,18%)
Conform recensământului din 2001, majoritatea populației localității Brovahî era vorbitoare de ucraineană (98,38%), existând în minoritate și vorbitori de rusă (1,44%).